# Marianne Mendt
Marianne Mendt, nata Marianne Krupicka (Vienna, 29 settembre 1945), è una cantante e attrice austriaca.
Ha rappresentato l'Austria all'Eurovision Song Contest 1971.